# 杜米奇 (若夫克瓦區)
50°7′59″N 23°41′52″E / 50.13306°N 23.69778°E
杜米奇（烏克蘭語：Думичі），是烏克蘭西部的村莊，隸屬利維夫州的利維夫區。該村面積6.17平方公里，海拔高度238米，2001年人口175，人口密度每平方公里28.36人。